# La familia Blanco
La familia Blanco de Santa María Atzompa, Oaxaca, México, es conocida por su producción de cerámica mexicana, especialmente piezas decorativas. Su fama empezó con Teodora Blanco Núñez, quien desde niña añadió elementos decorativos para las mercancías con más utilidades para sus padres. Eventualmente, su trabajo fue reconocido por un extranjero que no sólo compró su producción entera, sino que la impulsó a crear nuevas formas, principalmente de figuras humanas llamadas muñecas. Su forma de decorar, llamada pastillaje, también fue una innovación para el área de cerámica, que consiste en pequeñas piezas de arcilla añadidas a las superficies principales, a menudo cubriendo gran parte de la zona.
Teodora enseñó a sus hijos y trató de que su hija más grande se hiciera cargo del trabajo. Hoy en día, tres generaciones de la familia continúan haciendo decoraciones en cerámica en su mayoría, a raíz de su trabajo. Esto incluye a Irma García Blanco, quien ha sido reconocida por el Fomento Cultural Banamex, y por Fernando Félix Pegüero García, quien ha ganado premios de "Friends of Oaxacan Folk Art" en Nueva York y el Premio Nacional de Cerámica en Tlaquepaque, Jalisco.

## Otros miembros destacados de la familia Blanco
Otros miembros de la familia Blanco se han involucrado continuamente en la tradición de decoración en cerámica, y aún permanecen en Oaxaca. 

### Faustina Avelino Blanco Núñez
Faustina Avelino Blanco Núñez es el hermano de Teodora, trabaja junto con sus dos hijas y su hijo a producir terracota, cristal verde, cristal multicolor y piezas. Estas piezas son en forma de pequeños músicos tocando y de humanos con plantadores, platos, contenedores y tazas. Todas estas piezas son decoradas con la técnica de pastillaje. Los músicos en miniatura son inspirados por autores de la década, especialmente guitarristas.

### Bertha Blanco Núñez
Bertha Blanco Núñez, hermana de Teodora, es la más joven. Fue enseñada por sus padres a trabajar por sí sola. A la edad de diez años empezó a crear pequeñas figuras femeninas, y cuando tuvo dieciséis, cambió su estilo a crear la figura de la Virgen María.
Se casó a los veintisiete años y se fue lejos de la familia, creando también su propio lugar de trabajo. Hace todos las piezas por sí sola.

### María Rojas de García
María Rojas de García es la esposa de Luis García Blanco, que a su vez también fue alumna de Teodora.